# Ресту, Жан I
Жан Ресту I, или Жан Ресту Старший (фр. Jean Restout I, Jean Restout le vieux; 15 ноября 1666, Кан, Нормандия — 20 октября 1702, Руан) — французский живописец. Один из ранних представителей прославленной семьи французских художников.

## Семья художников Ресту
Родоначальником семьи был Марк Антуан Ресту (1616—1684), живописец, ученик Лорана Жувене Младшего (1609—1681). В 1642 году вслед за Никола Пуссеном он отправился в Италию, в Рим. Его сын Жак Ресту (1653— до 1702) — живописец, гравёр, историк искусства. Второй сын — Эсташ Ресту (1655—1743) был живописцем, скульптором и архитектором. Третий сын — Жан Ресту Первый (1666—1702) стал живописцем, был женат на художнице Мадлен Жувене. Сын Жана Первого — Жана Ресту Второй (1692—1768) — живописец академического направления, ученик отца и своего дяди Жана-Батиста Жувене. Сын Жана Второго — Жан Бернар Ресту (1732—1797) — живописец и гравёр. Известны и другие художники этой семьи.

## Биография Жана Ресту Первого
Жан Ресту, известный как Жан I, или Жан Ресту Старый, родился в Кане 15 ноября 1666 года. Учился рисунку и живописи у отца Марка-Антуана Ресту. Женился на Мадлен Жувене (ок. 1655—1698), дочери Лорана Второго и ученице Жана-Батиста Жувене. Жан Ресту Первый писал картины на мифологические, аллегорические и религиозные сюжеты, а также портреты. Стиль живописи Ресту Первого настолько похож на стиль его зятя, что многие из его картин приписывали последнему.
Он умер в молодом возрасте и успел сделать немного.